# God's Plan (Drake)
God's Plan è un singolo del rapper canadese Drake, pubblicato il 19 gennaio 2018 come primo estratto dal quinto album in studio Scorpion. Il brano è stato reso disponibile insieme ad un altro singolo, Diplomatic Immunity; i due brani formano il breve EP Scary Hours.
Nel 2018 risulta il brano più riprodotto in streaming dell'intero anno negli Stati Uniti d'America, nonché il secondo più scaricato dietro Perfect di Ed Sheeran.

## Video musicale
Il video musicale è stato pubblicato il 16 febbraio 2018 sul canale Vevo-YouTube del rapper. Nel video si può vedere il rapper che in giro per la Florida, dona soldi o beni materiali come auto o giocattoli per bambini, per un totale di 1 milione di dollari.

## Tracce
1. God's Plan – 3:18

## Classifiche

### Classifiche settimanali
| Classifica (2018-19)  | Posizione massima |
| --------------------- | ----------------- |
| Australia             | 1                 |
| Austria               | 3                 |
| Belgio (Fiandre)      | 5                 |
| Belgio (Vallonia)     | 4                 |
| Canada                | 1                 |
| Danimarca             | 1                 |
| Estonia               | 1                 |
| Finlandia             | 3                 |
| Francia               | 2                 |
| Germania              | 1                 |
| Grecia                | 1                 |
| Irlanda               | 1                 |
| Islanda               | 14                |
| Italia                | 1                 |
| Lettonia              | 1                 |
| Libano                | 4                 |
| Lituania              | 51                |
| Malaysia              | 19                |
| Norvegia              | 1                 |
| Nuova Zelanda         | 1                 |
| Paesi Bassi           | 1                 |
| Portogallo            | 1                 |
| Regno Unito           | 1                 |
| Repubblica Ceca       | 5                 |
| Repubblica Dominicana | 32                |
| Singapore             | 14                |
| Slovacchia            | 2                 |
| Spagna                | 8                 |
| Stati Uniti           | 1                 |
| Svezia                | 1                 |
| Svizzera              | 2                 |
| Ungheria              | 3                 |

### Classifiche di fine anno
| Classifica (2018) | Posizione |
| ----------------- | --------- |
| Australia         | 2         |
| Austria           | 17        |
| Belgio (Fiandre)  | 20        |
| Belgio (Vallonia) | 28        |
| Brasile           | 45        |
| Canada            | 3         |
| Danimarca         | 7         |
| Estonia           | 5         |
| Francia           | 6         |
| Germania          | 12        |
| Irlanda           | 3         |
| Italia            | 26        |
| Norvegia          | 10        |
| Nuova Zelanda     | 1         |
| Paesi Bassi       | 4         |
| Regno Unito       | 2         |
| Spagna            | 49        |
| Stati Uniti       | 1         |
| Svezia            | 5         |
| Svizzera          | 16        |
| Ungheria          | 15        |
| Classifica (2019) | Posizione |
| Portogallo        | 157       |

### Classifiche di fine decennio
| Classifica (2010-19) | Posizione |
| -------------------- | --------- |
| Australia            | 95        |
| Regno Unito          | 59        |
| Stati Uniti          | 19        |

### Classifiche di tutti i tempi
| Classifica (1958-2021) | Posizione |
| ---------------------- | --------- |
| Stati Uniti            | 83        |